# Xalisco
Xalisco är en kommun i Mexiko.   Den ligger i delstaten Nayarit, i den centrala delen av landet, 600 km väster om huvudstaden Mexico City.
Följande samhällen finns i Xalisco:
- Palapita
- San Antonio
- El Carrizal